# Fényeshátú amazília
A fényeshátú amazília (Chrysuronia versicolor) a madarak osztályának sarlósfecske-alakúak (Apodiformes) rendjébe és a kolibrifélék (Trochilidae) családjába tartozó faj.

## Rendszerezése
A fajt Louis Pierre Vieillot francia ornitológus írta le 1818-ban, a Trochilus nembe  Trochilus versicolor néven. Sorolták az Amazilia nembe Amazilia versicolor néven és az Agyrtria nembe Agyrtria versicolor néven is.

## Alfajai
- Chrysuronia versicolor hollandi (Todd, 1913)
- Chrysuronia versicolor kubtchecki Ruschi, 1959
- Chrysuronia versicolor millerii (Bourcier, 1847)
- Chrysuronia versicolor nitidifrons (Gould, 1860)
- Chrysuronia versicolor rondoniae (Ruschi, 1982)
- Chrysuronia versicolor versicolor (Vieillot, 1818)[2]

## Előfordulása
Dél-Amerikában, Argentína, Bolívia, Brazília, Kolumbia, Paraguay, Peru és Venezuela területén honos. Természetes élőhelyei a szubtrópusi vagy trópusi száraz erdők, síkvidéki és hegyi esőerdők, száraz szavannák és száraz cserjések, valamint másodlagos erdők és városi környezet. Állandó, nem vonuló faj.

## Megjelenése
Testhossza 10 centiméter, testtömege 3-4 gramm.
|  |  |

## Természetvédelmi helyzete
Az elterjedési területe rendkívül nagy, egyedszáma pedig ismeretlen. A Természetvédelmi Világszövetség Vörös listáján nem fenyegetett fajként szerepel.